# 伯靈格姆鎮區 (堪薩斯州歐塞奇縣)
伯靈格姆鎮區（英語：Burlingame Township）是位於美國堪薩斯州歐塞奇縣的一個行政鎮區。

## 地方資料
伯靈格姆鎮區的面積為187.29平方千米，當中陸地面積為186.73平方千米，而水域面積為0.56平方千米。根據2010年美國人口普查的數據，當地共有人口1680人，而人口密度為每平方千米8.97人。

## 外部連結
- US-Counties.com
- City-Data.com （页面存档备份，存于）